# Consórcio de Cinco Faculdades
O Consórcio de Cinco Faculdades (em inglês Five College Consortium) compreende quatro colégios de artes liberais e uma universidade no vale pioneiro do rio Connecticut, no oeste de Massachusetts: Amherst College, Hampshire College, Mount Holyoke College, Smith College e University of Massachusetts Amherst, totalizando aproximadamente 38.000 alunos. Eles estão geograficamente próximos um do outro e estão ligados por um serviço de autocarro frequente que opera entre os campi durante o ano letivo.
O consórcio foi formalmente estabelecido em 1965, mas suas raízes estão nos esforços cooperativos entre os quatro membros mais antigos do consórcio, datados de 1914.

## História
Em 1914, o Massachusetts Agricultural College (agora UMass), Amherst, Mount Holyoke e Smith ingressaram no International YMCA College (agora Springfield College ) para formar o Comitê de Extensão Universitária das Connecticut Valley Colleges, um programa conjunto de educação continuada para o Pioneer Valley.  Nos anos posteriores, Amherst, Mount Holyoke, Smith e MAC - mais tarde conhecidos como Massachusetts State e UMass - aumentaram a sua colaboração, culminando na formação de um programa de empréstimos entre bibliotecas em 1951 e de um departamento conjunto de astronomia em 1959. Finalmente, em 1965, Amherst, Mount Holyoke, Smith e UMass incorporaram o Four College Consortium, que se tornou o Five College Consortium quando o Hampshire College foi fundado em 1968.
As cinco faculdades operam tanto como entidades independentes quanto como instituições mutuamente dependentes. A missão do consórcio é apoiar formas de cooperação de longo prazo que beneficiem os professores, funcionários e estudantes das cinco faculdades. Recursos acadêmicos e culturais compartilhados são a principal iniciativa do consórcio. Isso significa que os alunos de cada uma dessas escolas são permitidos e incentivados a ter aulas nas outras faculdades (através do "registo cruzado") sem nenhum custo adicional para o aluno. Grupos e organizações estudantis frequentemente atraem participantes de todos os cinco campi e vários programas acadêmicos são administrados pelas Cinco Faculdades (por exemplo: astronomia, dança, algumas línguas estrangeiras e estudos sobre mulheres). As faculdades também participam de um programa de empréstimos entre bibliotecas, permitindo que estudantes, funcionários e professores aproveitem as coleções de todos os cinco campus.
O Observatório de radioastronomia de cinco faculdades foi fundado em 1969 pelo Departamento de Astronomia de cinco faculdades. Em conjunto, os cinco colégios funcionam uma estação de rádio WFCR (Cinco rádios universitárias), uma estação membro NPR que opera a 88,5 MHz na banda FM.

## Transporte de autocarro
A Autoridade de Trânsito do Vale do Pioneiro (PVTA) fornece durante o ano letivo serviço de autocarro diário intra-campus gratuito para estudantes, funcionários e professores. Os autocarros, alguns deles operados pelos Serviços de Transporte da Universidade de Massachusetts e operados por estudantes, funcionam com horários regulares, permitindo viagens sem carros para as aulas, eventos sociais e áreas comerciais locais. Este serviço é financiado principalmente por meio de um contrato com as instituições membros.

## Folclore de cinco faculdades
Uma lenda urbana popular entre os estudantes do Five College afirma que os personagens do desenho animado Scooby-Doo representam as cinco faculdades. A lenda tem Daphne representando o Mount Holyoke College, Velma como Smith College, Fred como Amherst College, Shaggy como Hampshire College e Scooby como UMass Amherst. Hanna-Barbera Productions, executivo da CBS Fred Silverman e Mark Evanier, um dos escritores da série, declararam que a lenda é falsa. Além disso, os criadores de Scooby-Doo, Joe Ruby e Ken Spears, foram explícitos no programa de desenho animado, baseado no programa de rádio I Love a Mystery e no seriado de TV The Many Loves of Dobie Gillis, com os quatro adolescentes baseados diretamente em personagens de Dobie Gillis. Além disso, o Scooby-Doo estreou na televisão em 1969, um ano antes da abertura do Hampshire College.